# 中升控股
中升控股有限公司（英語：Zhongsheng Group Holdings Limited，港交所：881），則在1995年由黃毅（主席）、李國強（首席執行官）創立。截至2021年12月31日止年度的收入1751.03億人民幣，盈利83.29億人民幣，新車销售量528154輛，在2021年度汽車經銷商集團百強排行榜排名第1位。
現時在中國內地經營銷售、零部件、售後服務及資訊調查等名貴轎車產品，現時總部位於中國北京市朝陽區東三環北路38號泰康金融大廈32層，以及香港灣仔港灣道30號新鴻基中心35樓3504–12室。
而股份則在2010年3月26日於香港交易所主板上市。招股價為12.83港元，全球發售286,160,000股，集資額為37億港元。

## 連結
- ZS-Group.com.cn（页面存档备份，存于）